# Marc Senter

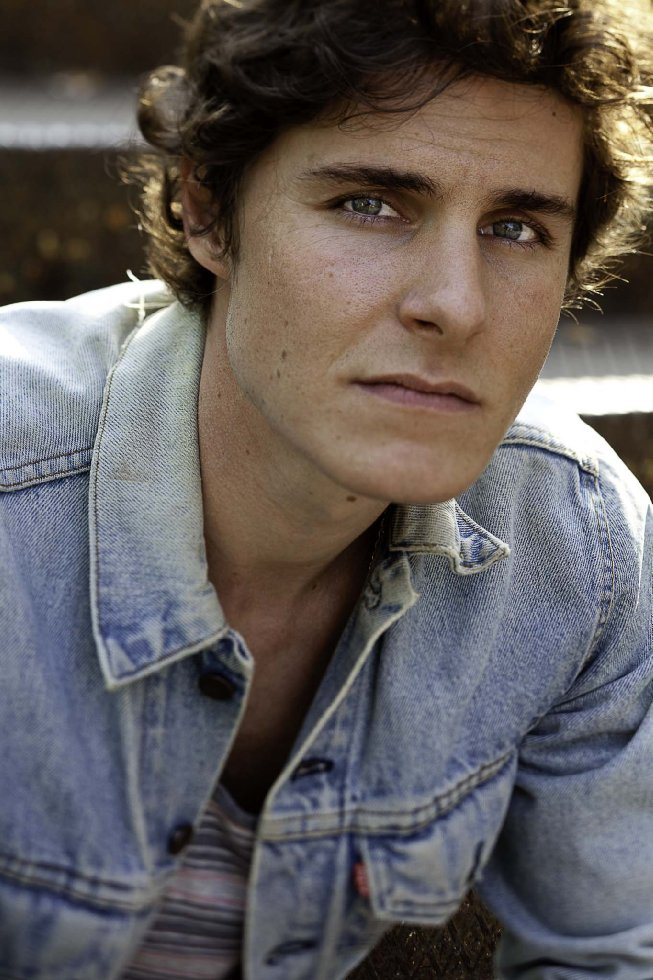
Marc Senter

Marc Senter ist ein US-amerikanischer Schauspieler. Er ist überwiegend in Horror-Independentfilmen zu sehen. Senter ist mit Emilie Autumn liiert und arbeitet oft mit Chris Sivertson zusammen.

## Auszeichnungen
Marc Senter wurde für seine schauspielerische Leistung in The Lost auf dem Screamfest Horror Film Festival 2006 als bester Darsteller ausgezeichnet. Bei den Fangoria Chainsaw Awards 2009 wurde Senter auf Platz 3 der besten Schauspieler für denselben Film gewählt. Diesen 3. Platz konnte er 2012 mit seiner Rolle in Red White & Blue behaupten.

## Filmografie (Auswahl)
- 2002: Schatten der Leidenschaft (Seifenoper, 3 Episoden)
- 2003: Cupids
- 2004: JAG – Im Auftrag der Ehre (JAG, Fernsehserie, 1 Episode 9x21)
- 2004: Navy CIS (NCIS, Fernsehserie, Episode 2x07)
- 2006: Jack Ketchum’s The Lost – Teenage Serial Killer (The Lost)
- 2007: Kush
- 2007: Ich weiß, wer mich getötet hat (I Know Who Killed Me)
- 2008: Wicked Lake
- 2009: Cabin Fever 2 (Cabin Fever 2: Spring Fever)
- 2010: Red White & Blue
- 2011: Brawler (auch Produzent)
- 2012: The Devil’s Carnival
- 2012: A Night of Nightmares
- 2014: Starry Eyes – Träume erfordern Opfer (Starry Eyes)
- 2015: Tales of Halloween
- 2015: Dementia
- 2016: Alleluia! The Devil’s Carnival
- 2022: Old Man – Der Feind ist in dir (Old Man)